# Kurisakia yunnanensis
Kurisakia yunnanensis är en insektsart. Kurisakia yunnanensis ingår i släktet Kurisakia och familjen långrörsbladlöss. Inga underarter finns listade i Catalogue of Life.